# Reed Howes
Hermon Reed Howes (Washington, 5 luglio 1900 – Woodland Hills, 6 agosto 1964) è stato un attore statunitense.

## Filmografia parziale

### Cinema
- Open All Night, regia di Paul Bern (1924)
- Super Speed, regia di Albert S. Rogell (1925)
- Crack o' Dawn, regia di Albert S. Rogell (1925)
- Bobbed Hair, regia di Alan Crosland (1925)
- The High Flyer, regia di Harry Joe Brown (1926)
- Una maschietta tutto pepe (Rough House Rosie), regia di Frank R. Strayer (1927)
- Ladies' Night in a Turkish Bath, regia di Edward F. Cline (1928)
- Il cantante pazzo (The Singing Fool), regia di Lloyd Bacon (1928)
- Terry of the 'Times', regia di Robert F. Hill (1930)
- I demoni dell'aria (Hell Divers), regia di George W. Hill (1931)
- Cavaliere all'alba (The Dawn Rider), regia di Robert N. Bradbury (1935)
- Uomini e lupi (Wolf Call), regia di George Waggner (1939)
- Heroes of the Saddle, regia di William Witney (1940)
- Covered Wagon Days, regia di George Sherman (1940)
- Fugitive Valley, regia di S. Roy Luby (1941)
- Tonto Basin Outlaws, regia di S. Roy Luby (1941)
- Thundering Trails, regia di John English (1943)
- Range Land, regia di Lambert Hillyer (1949)
- Gunslingers, regia di Wallace Fox (1950)

### Televisione
- Cowboy G-Men – serie TV, episodio 1x04 (1952)
- Le inchieste di Boston Blackie (Boston Blackie) – serie TV, 3 episodi (1952)
- The Whistler – serie TV, episodi 1x21-1x30 (1955)
- Stage 7 – serie TV, episodio 1x20 (1955)
- Il sergente Preston (Sergeant Preston of the Yukon) – serie TV, 5 episodi (1955-1957)
- Crossroads – serie TV, 5 episodi (1956-1957)
- The Restless Gun – serie TV, episodio 1x20 (1958)
- Panico (Panic!) – serie TV, episodio 2x13 (1958)